# Lindneromyia cascassi
Lindneromyia cascassi är en tvåvingeart som först beskrevs av Wray Merrill Bowden 1979.  Lindneromyia cascassi ingår i släktet Lindneromyia och familjen svampflugor. Inga underarter finns listade i Catalogue of Life.